# Teateråret 1898

## Händelser
- 3 juni – Kungliga Operan gör sitt sista uppförande på Svenska teatern i Stockholm, innan man flyttar in i det nybyggda operahuset. På programmet står Richard Wagners Lohengrin.[1]
- 1 juli – Nils Personne efterträder Gustaf Fredriksson som chef för Dramaten.[1]
- 19 september - Kongliga Teatern i Stockholm inviger sitt nuvarande operahus.[2] Programmet vid invigningsföreställningen består av en kantat av Ivar Hallström med ord av Carl Rupert Nyblom, Adolf Fredrik Lindblads treaktsopera Frondörerna och scener ur Franz Berwalds opera Estrella de Soria.[1]

### Okänt datum
- Albert Ranft köper Svenska teatern i Stockholm.
- Lilian Baylis blir chef på teatern Old Vic i London.[3]

## Årets uppsättningar

### December
- 9 december – Anna Bobergs pjäs Tirfing har urpremiär på Operan i Stockholm.[4]

### Okänt datum
- Alfhild Agrells ospelade pjäs Putte publiceras för första gången i Norrlands Jultidning.
- Henrik Christiernsons pjäs Gurli uruppfördes på Dramaten.

## Avlidna
- 15 juni – Victor Hartman, 58, svensk skådespelare och premiäraktör.